# Nothing (film)
Nothing è un film del 2003 diretto da Vincenzo Natali.
È stato presentato al Festival internazionale del film di Toronto nel 2003 ed ha vinto il premio come miglior film al Fantasporto 2005.

## Trama
Andrew e Dave sono due perdenti nati, che hanno trovato nella loro amicizia la forza per affrontare un mondo che appare completamente ostile nei loro confronti. L'uno, agorafobico, lavora come agente di viaggio da casa, per telefono, l'altro ha un lavoro da impiegato ed è lo zimbello dei colleghi.
Il loro quieto vivere va però in pezzi, a causa di diversi eventi concomitanti: Dave decide di lasciare la casa dove vivono insieme per andare a stare con la donna di cui crede di essere innamorato, ma scopre che lei l'ha solo usato per derubare l'azienda per cui lavora ed avere un perfetto capro espiatorio, quindi si ritrova ad essere ricercato dalla polizia; Andrew viene accusato di molestie da una scout vendicativa; la loro vecchia casa, sovrastata da enormi svincoli autostradali, è stata dichiarata da demolire.
Assediati in casa dalla polizia e dall'impresa di demolizione, desiderano così fortemente essere lasciati in pace che tutto il mondo al di fuori della loro casa scompare.
All'inizio sono terrorizzati dalla situazione, temono di morire di fame, ma quando scoprono di poter eliminare con il solo pensiero questo bisogno fisico, si rendono conto dei vantaggi: non c'è più un mondo esterno ad opprimerli e farli sentire diversi, non hanno più impegni né obblighi, possono trascorrere il tempo giocando con i videogames o nell'assoluta inattività. La possibilità di eliminare anche i propri cattivi ricordi dà però ad Andrew una sicurezza di sé mai avuta prima e insieme ad essa la consapevolezza che Dave non è stato affatto un buon amico, si è servito di lui per sentirsi meno patetico ed ha approfittato della sua generosità, per poi abbandonarlo alla prima occasione.
Il conflitto tra i due ha una rapida escalation distruttiva, da una sfida ad un picchiaduro per decidere chi può restare nella casa, alla reciproca eliminazione mentale di parti del corpo. Alla fine, ridotti entrambi a due teste prive di corpo, si rendono conto di non odiarsi abbastanza per cancellarsi del tutto.

## Riconoscimenti
- 2005 - Fantasporto
  - Gran Premio per il miglior film